# 대전 도시철도의 차량
여기에서는 충청권 도시철도 운영기관인 대전교통공사가 보유하고 있는 철도 노선에 사용되는 차량에 대하여 기술한다.

## 1호선
- 대전교통공사 1000호대 전동차 - 2004년 개통과 함께 도입되어 현재까지 운용중인 전동차

제작업체 : 로템

## 2호선
- 대전교통공사 2000호대 전동차 - 2026년에 도입 예정된 전동차.

제작업체 : 로템

## 충청권 광역철도광역전철
- 한국철도공사 393000호대 전동차 - 2025년 도입된 전동차.

제작업체 : 현대로템 창원공장